# Lin plissé
Le lin plissé est une forme de traitement du lin qui permet d'obtenir un tissu fortement plissé et qui ne se froisse pas comme un tissu de lin normal. 

## Histoire
La forme la plus ancienne de lin plissé date de l'Égypte antique et peut être observée dans un vêtement connu sous le nom de robe de Tarkhan qui a plus de 5 000 ans et est considéré comme l'une des plus anciennes robes existantes. Parmi les autres exemples de lin plissé de l'histoire ancienne, on peut mettre en exergue le lin plissé de la tombe de la reine Néférou II. Le  musée des Beaux-Arts de Boston possède dans sa collection quatre robes en lin plissé parfaitement conservées, toutes trouvées en 1902-1903 par George Andrew Reisner dans le cimetière de Naga ed-Deir en Égypte. On ne sait pas exactement comment les Égyptiens plissaient le lin, mais il se peut que le tissu ait été « plié en accordéon, puis attaché et humidifié ».

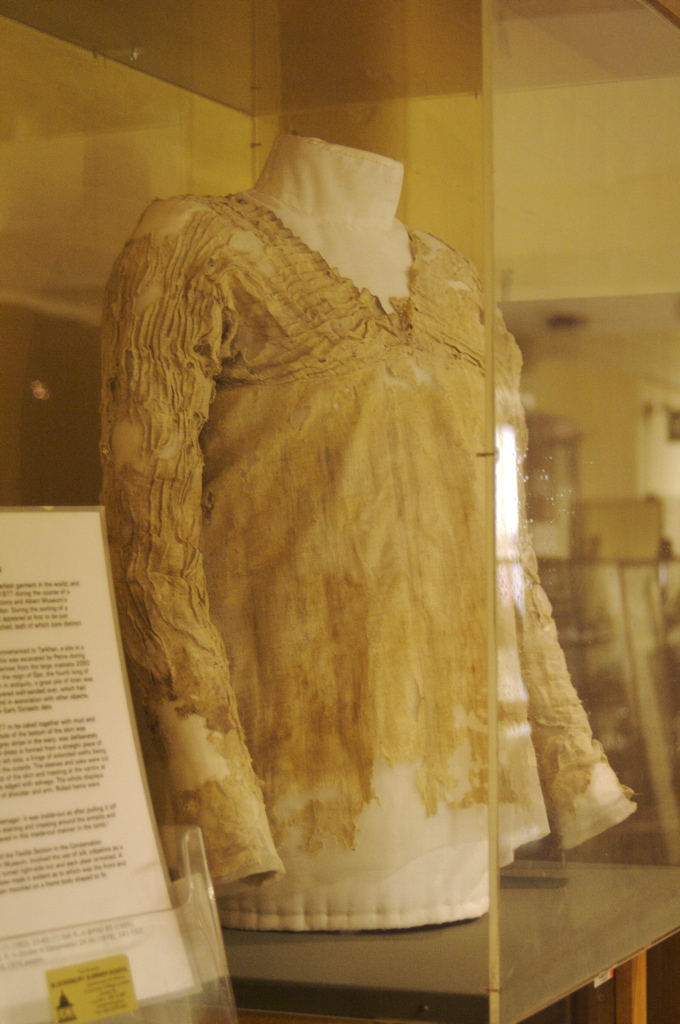
La robe de Tarkhan
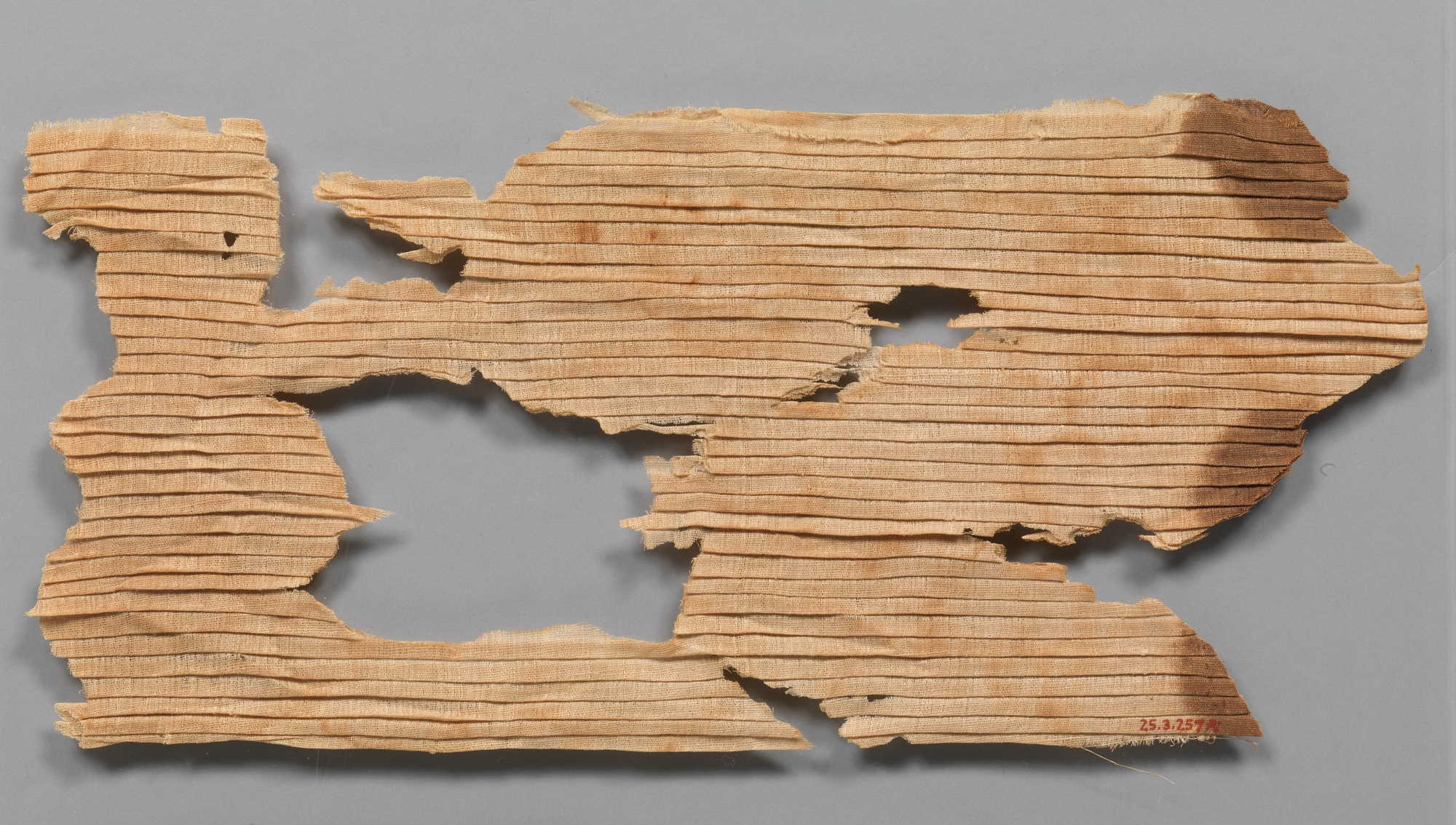
Lin plissé extrait de la tombe de la reine Néférou II

## Utilisation contemporaine
Dans les années 1950, la créatrice de mode irlandaise Sybil Connolly a mis au point une méthode de plissage du lin à la main avec le fabricant de mouchoirs en lin Spence Bryson (en) . Le lin pour mouchoirs est une forme légère de lin, et ce processus de plissage utilisa près de 8 mètres de tissu pour en créer 1 de lin plissé. Le plissage du tissu signifiait que, contrairement à d'autres vêtements en lin, les vêtements en lin plissé ne s'écrasaient pas, pouvaient être emballés sans se froisser et conservaient leur forme,. La première dame Jacqueline Kennedy a choisi une création en lin plissé de Sybil Connolly lorsqu'elle posa pour un portrait officiel de la Maison Blanche réalisé par Aaron Shikler en 1970.
Sybil était apparemment très protectrice de sa méthode de plissage, affirmant que c'était un secret qu'elle « emporterait dans la tombe ».

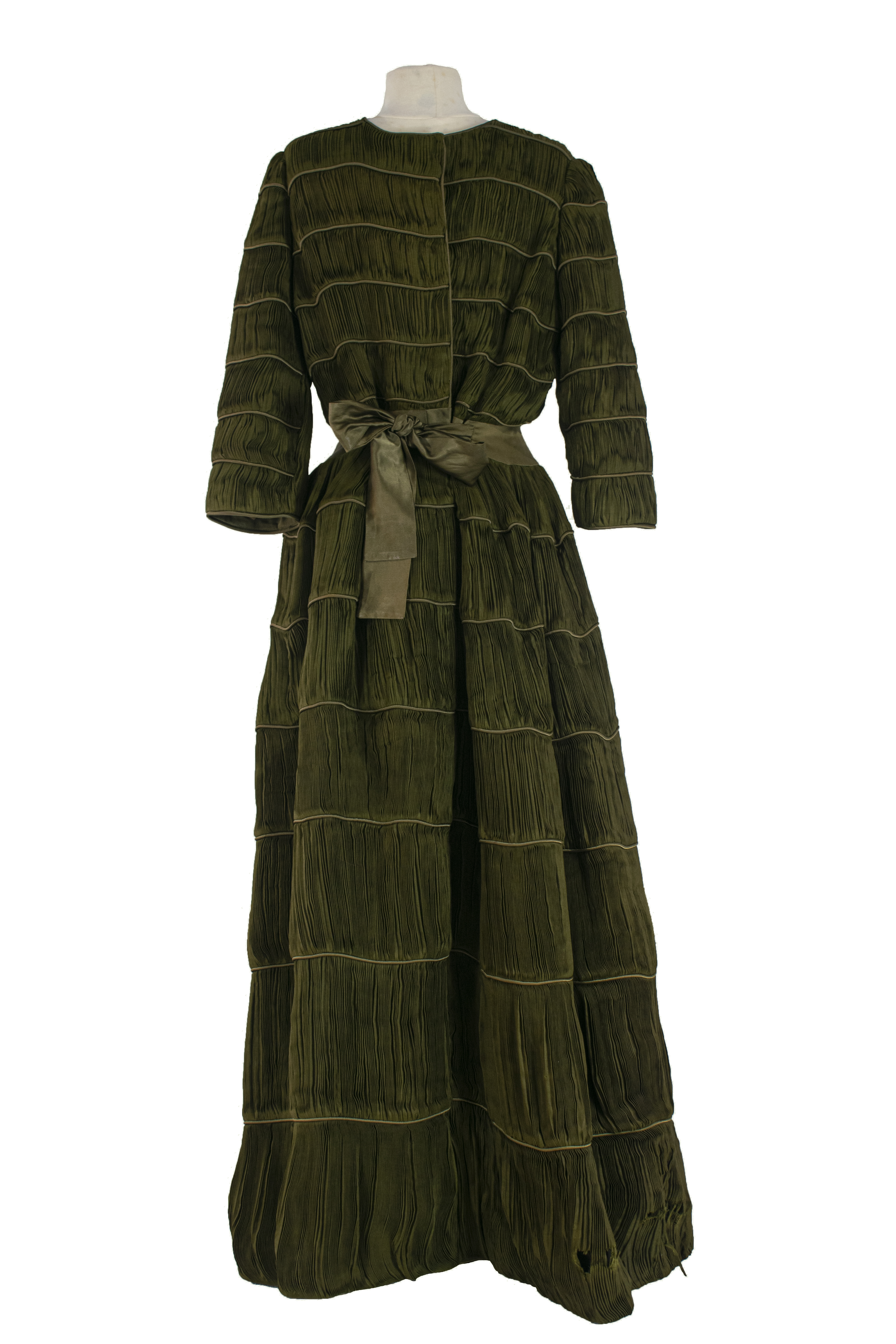
Robe de soirée en lin plissé vert mousse, manches trois quarts et encolure ronde et haute. Créé par Sybil Connolly
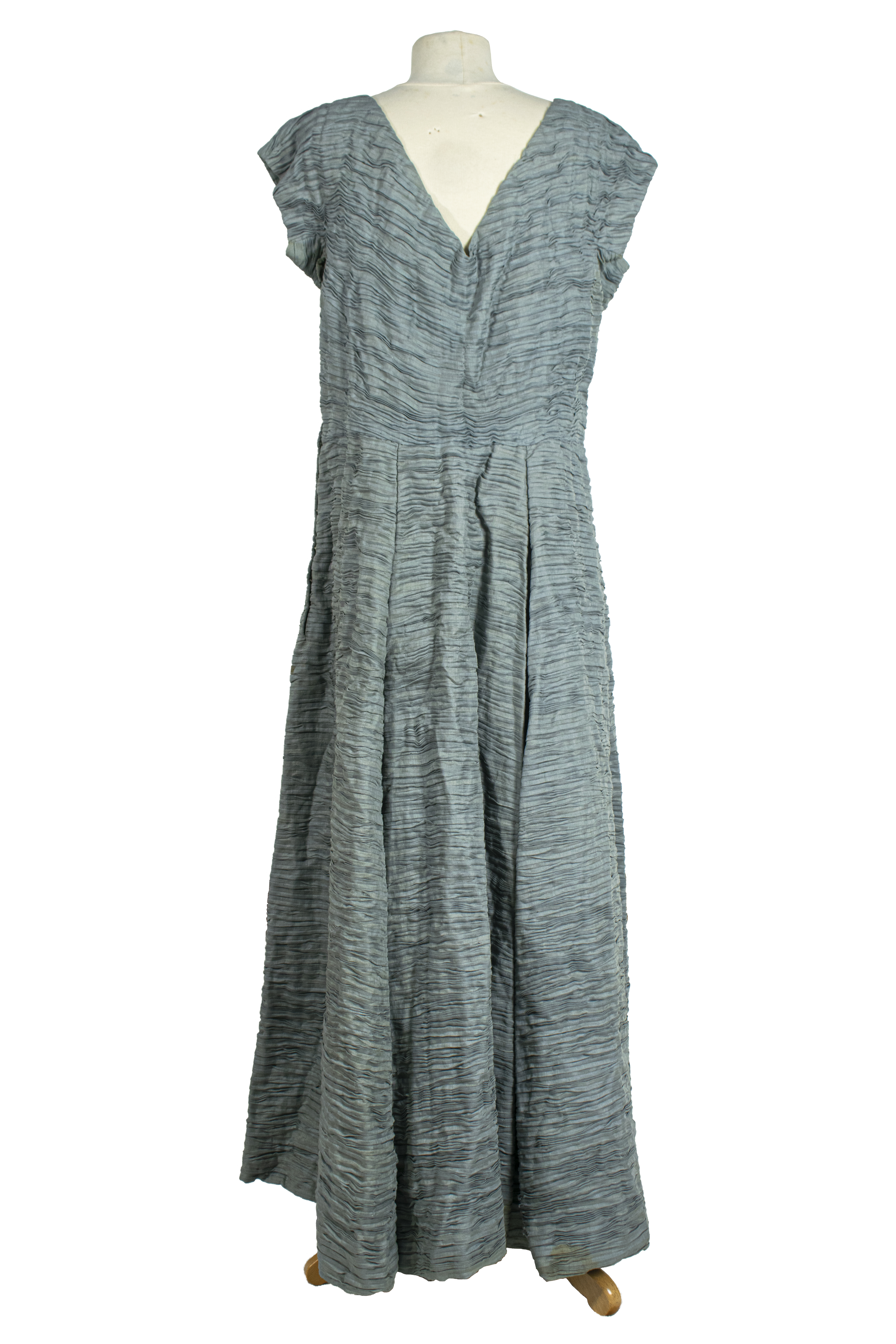
Robe grise plissée conçue par Sybil Connolly.
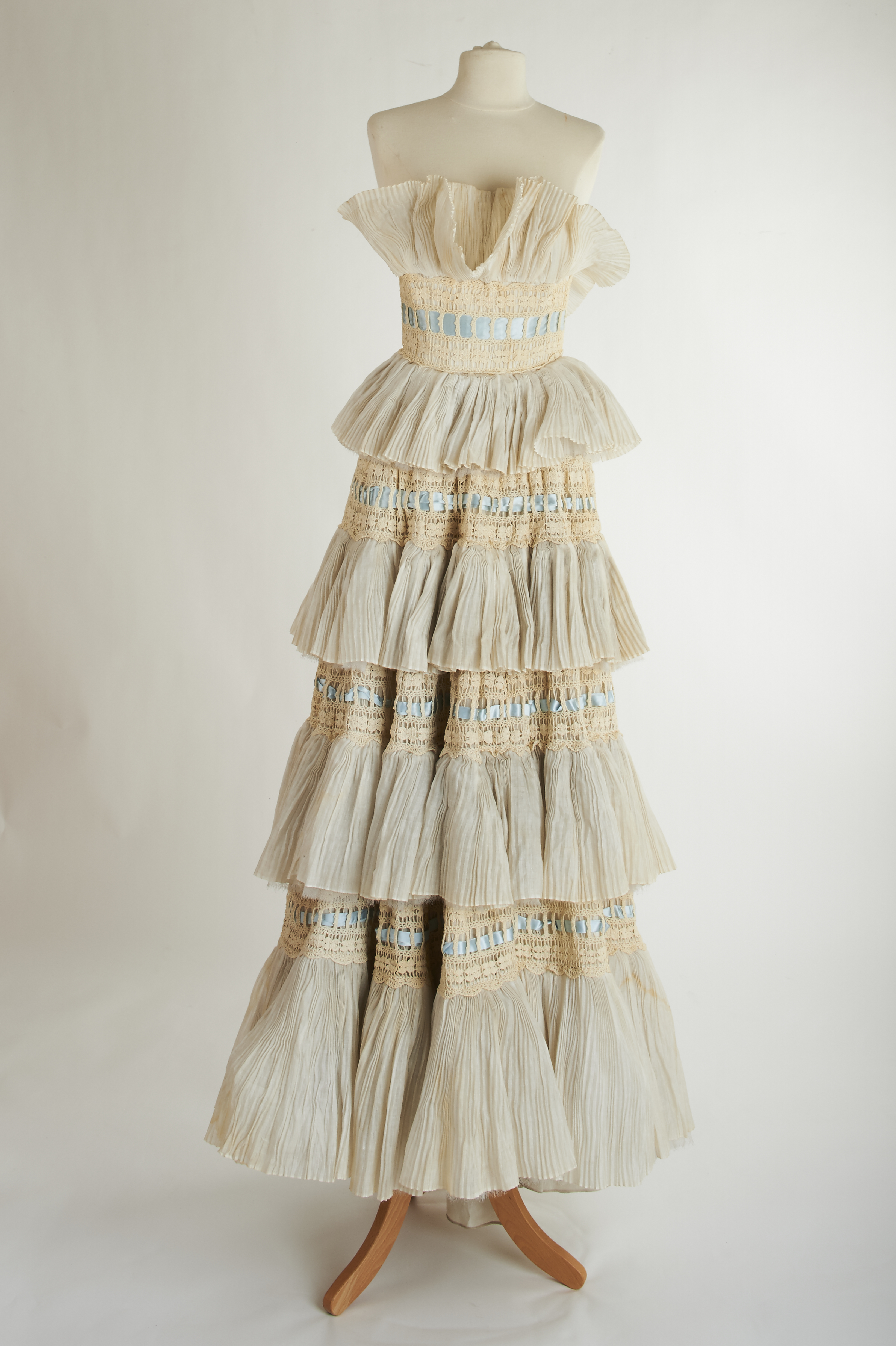
Robe "Heiress" en lin plissé, 1957, Sybil Connolly
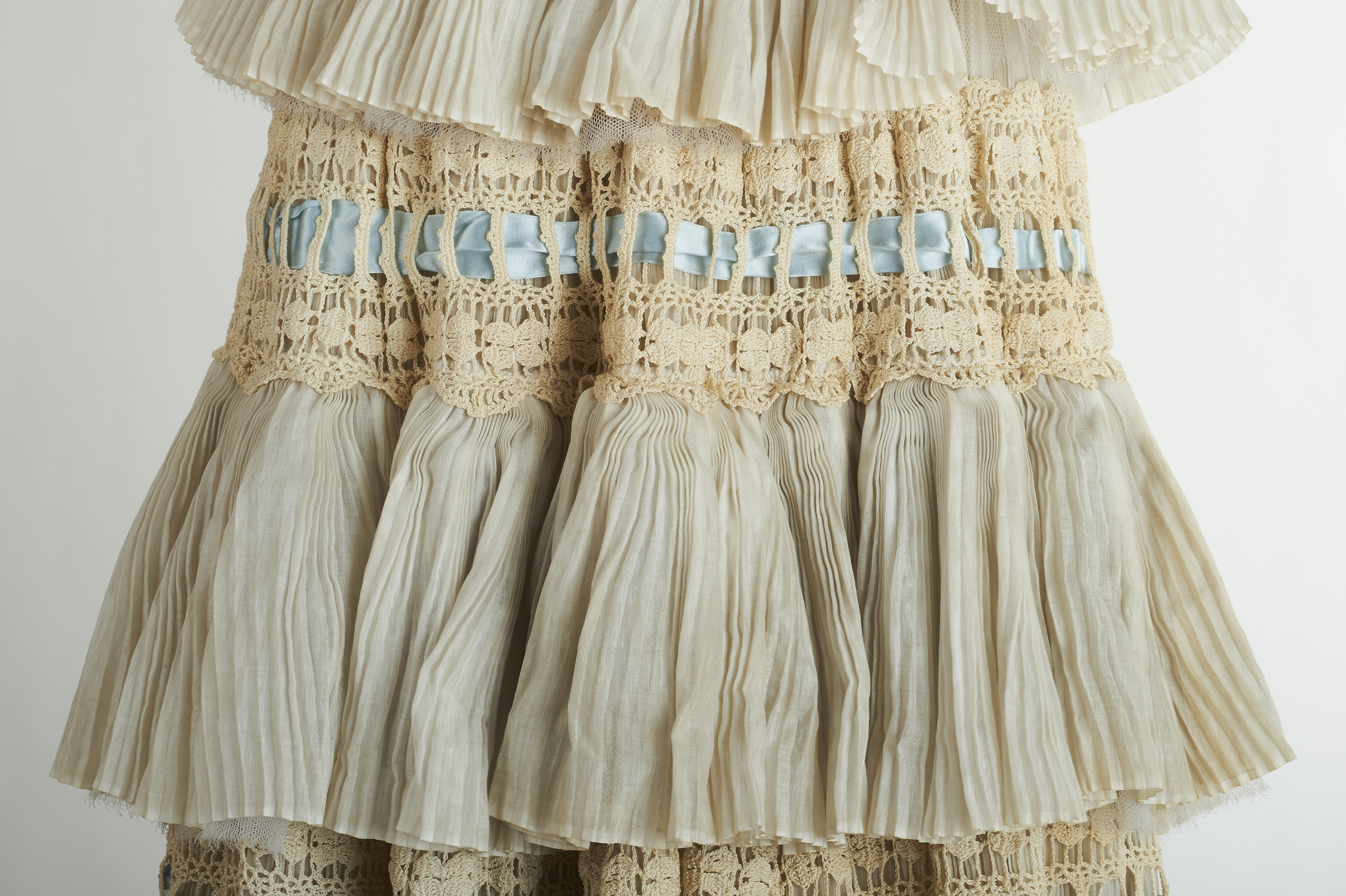
Robe "Heiress" 1957 par Sybil Connolly : les volants
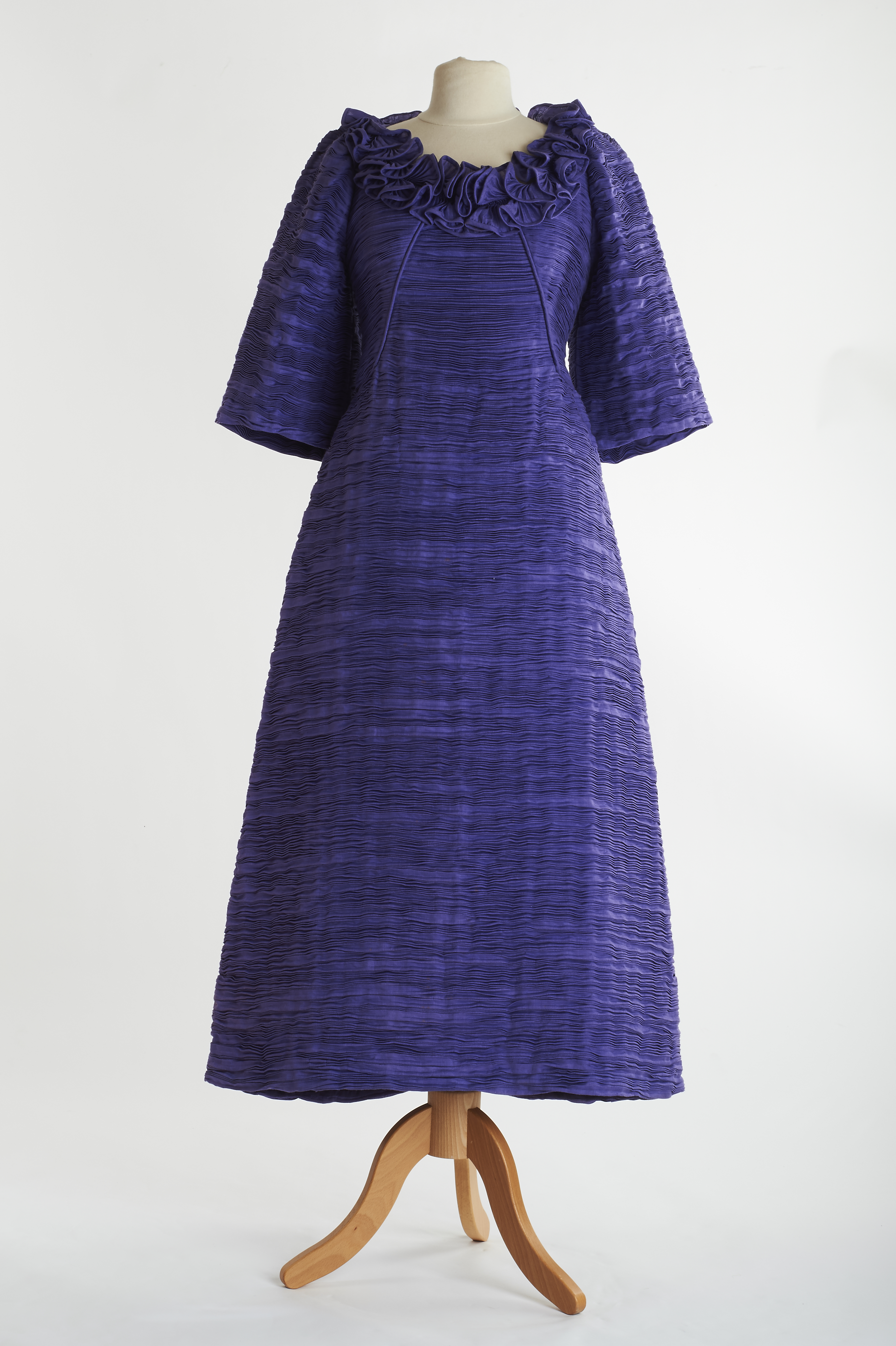
Robe de soirée lavande en lin plissé, manches 3/4 et encolure à volants de Sybil Connolly

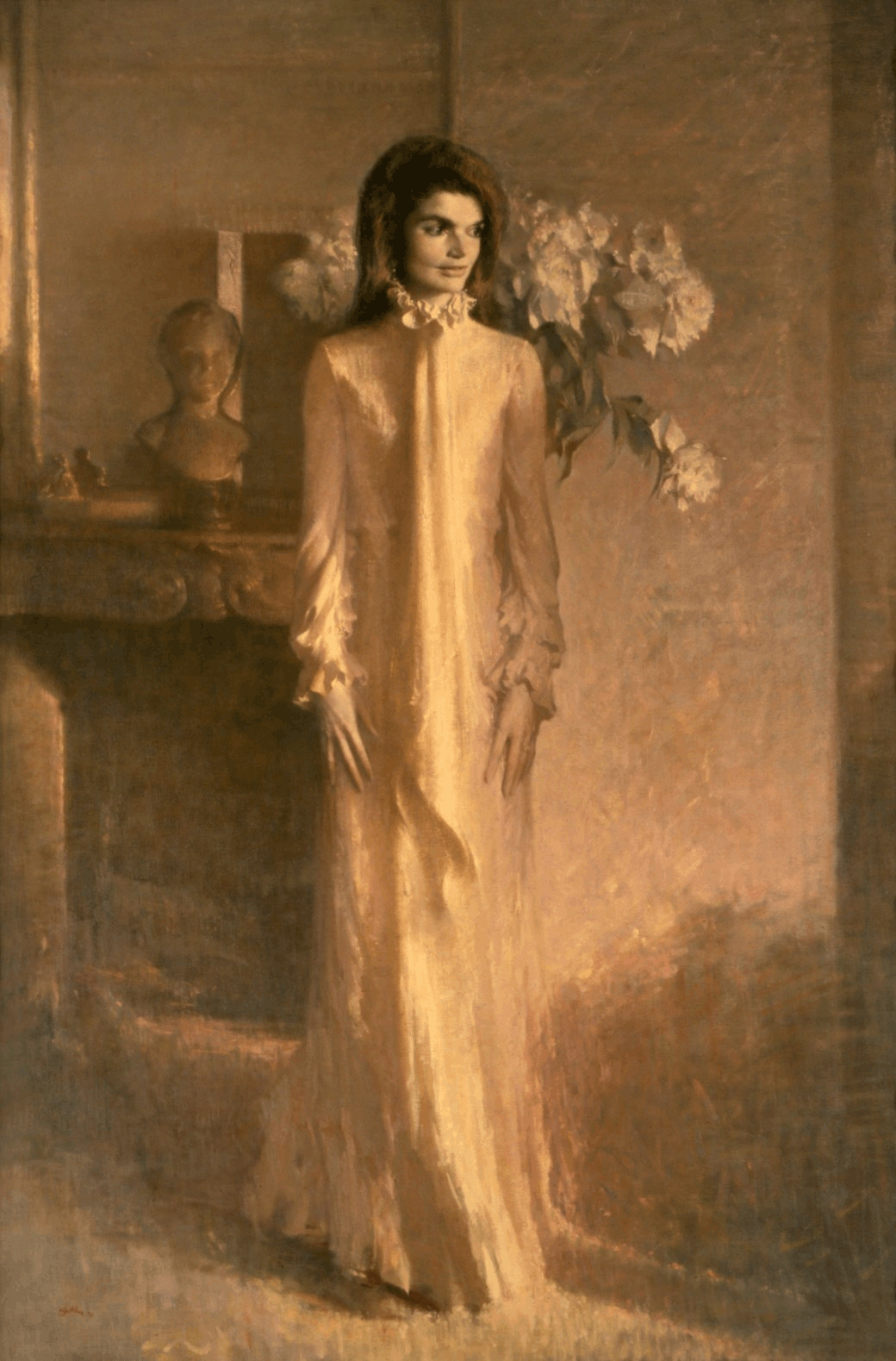
Portrait de Jacqueline Kennedy par Aaron Shikler dans une robe en lin plissé de Sybil Connolly